# 夏目純子
夏目 純子（なつめ じゅんこ、1970年7月9日 - ）は、日本の女優である。東京都出身。身長163cm。血液型はO型。

## 来歴
- 父はTVプロデューサー、母は女優と芸能一家に育ち、3歳から児童劇団に所属し、数々のドラマや映画に出演していたが、その後芸能界を引退したと見られる。

## 出演

### テレビ
- はぐれ刑事純情派第5シリーズ・第5話「危険な愛情・父親を刺した女」（1992年、テレビ朝日）
- 裏刑事-URADEKA-（1992年、テレビ朝日）
- 特救指令ソルブレイン第31話「彼女は夢の未来車」（1991年、テレビ朝日） - 南部典子 役
- 特捜ロボ ジャンパーソン第13話「JPは超古兵」（1993年、テレビ朝日） - 平野ユカリ 役
- 探偵・神津恭介の殺人推理「密室から消えた美女」（1992年、テレビ朝日）-  北島春佳 役

他多数

### Vシネマ
- 白昼の処刑（1992年）[2]
- カットビブギ2 フラックアウト・ベイビー（1993年）[2]

他多数